# Motmuggen
Motmuggen (Psychodidae) zijn een familie van kleine insecten die behoren tot de orde tweevleugeligen en de onderorde muggen (Nematocera). De vleugels zijn vaak voorzien van gekleurde haren en worden bij veel soorten in rust gespreid gehouden. De muggen lijken hierdoor enigszins op kleine vlinders, waar ze hun naam aan danken. 
Er zijn soorten die leven in door de mens aangelegde infrastructuur, zoals riolen, badkamers en andere bronnen van natte organische stoffen. De meest voorkomende soort is Clogmia albipunctata, die ook wel wc-motmug, aalputmotje. aalputmugje, rioolvliegje of latrinevliegje wordt genoemd. Deze soort heeft een wereldwijde verspreiding. De meeste motmuggen kunnen niet in door de mens aangepaste omgevingen leven.

## Kenmerken
Volwassen motmuggen hebben een driehoekig silhouet bij soorten die de vleugels gespreid houden, een deel van de soorten (genus Psychoda) houdt de vleugels echter als een dakje boven het lijf. Het lichaam wordt tot vier millimeter lang. Motmuggen zijn te herkennen aan de behaarde vleugels, bij de meeste soorten staan de haren uitsluitend op de vleugeladers, bij een enkele soort ook op het membraan tussen de aders (bij ons alleen Trichopsychoda hirtella). De lange antennes bestaan uit 14-16 segmenten met behaarde antennelidjes. Het zijn geen goede vliegers, daarom kruipen ze veel rond of maken korte springerige vluchtjes.
De eieren zijn minuscuul klein, bruin of crèmekleurig. Ze worden gelegd in hoopjes van 10 tot 200 stuks. De larven zijn pootloos en wormachtig. Ze zijn witgrijs en de uiteinden zijn verhard en iets donkerder. Ze hebben een afmeting van ongeveer 9 mm. Na de verpopping, die 20 tot 40 uur duurt, komt de volwassen motmug tevoorschijn.

## Levensgewoonten en levenscyclus
Het volwassen individu legt haar eieren in vervuild, troebel water of in vochtig organisch materiaal. De larven voeden er zich met de rottende bestanddelen, bacteriën en schimmels. Deze voedingsbodems vindt men in de natuur, maar ook in menselijke omgeving: in de aflopen en overlopen van gootstenen waar voedingsresten achterblijven. De organische bestanddelen blijven dan achter op plaatsen met weinig stroming: in de naden en hoeken en onder de roosters. Men vindt de larven ook terug in afvoerbuizen van sanitaire installaties, wc's, dakgoten, mesthopen, beerputten enz. Ze gedijen het beste op gistende oppervlakten en bij warme temperaturen.
Een volledige levenscyclus van ei tot volwassen individu duurt 1 à 3 weken. Het volwassen individu of imago leeft ongeveer twee weken. Zij voedt zich net zoals de larven met organische bestanddelen, bacteriën, schimmels en nectar. Tijdens de dag rusten de volwassenen in de schaduw, op muren van de douche en in de nabijheid van sanitaire buizen. 's Avonds worden ze actief en zijn ze te vinden op materiaal waarmee ze zich voeden. Ze komen dan af op licht. De volwassenen kunnen zich meer dan een kilometer laten meevoeren door de wind. Door hun kleine afmeting kunnen zij door smalle kieren van deuren of ramen. Een deel van de motmuggen is cultuurvolger en komt wereldwijd voor.

## Hinder
Motmuggen die op rottende voedselresten leven of in de natte organische substantie onder een lekkende rioleringsbuis kunnen in aanraking komen met voor de mens gevaarlijke bacteriën. De larven kunnen niet bijten of steken en brengen alleen indirect ziektes over. Ook de volwassen insecten richten geen directe schade aan. Alle muggen, en dus ook de motmug, hebben een steeksnuit al kan deze soort daar niet mee steken. De aanwezigheid van de motmug is hoogstens irritant, vooral als ze in grote aantallen voorkomen.
Ze zijn zelfs nuttig omdat de larven de omzetting van het organisch materiaal bevorderen, de geur wegnemen en het vuil losmaken zodat het kan wegspoelen. Motmuggen en steekmuggen hebben totaal andere behoeftes als larve en komen nooit in elkaars territorium voor. In ruimtes met veel motmugjes zullen dus minder steekmuggen voorkomen. Ook de larven van de motmug zijn in stilstaande wateroppervlakken agressiever dan de steekmuglarven, en zullen ze zo wegconcurreren.

## Preventie en bestrijding
Preventieve maatregelen zijn het reinigen van aflopen met een flessenborstel en het spoelen van de afvoerbuizen met heet sodawater. Containers met organisch afval moeten goed afgesloten worden. Rottend materiaal als bladeren dient uit dakgoten en van daken verwijderd te worden. Er zal een inspectie op de aanwezigheid van smurrieachtige substanties rond het huis moeten plaatsvinden; stilstaand water in bloempotten e.d. moet weggegoten worden. De verluchtingspijp van de septische put kan het best worden afgesloten met een gaas met een zeer fijne maaswijdte. Kitranden in natte ruimtes zoals bij een bad of wastafel moeten worden nagekeken.
Om motmuggen te bestrijden dient de voedselbron van de larven te worden opgespoord en verwijderd, het wegvangen van de volwassen insecten heeft weinig zin. De motmug kan buitengehouden worden door de uitgangswegen van de mogelijke voedingsbronnen af te sluiten. Omdat de larven in extreme omgevingen kunnen leven, waar vrijwel geen zuurstof is, zal dit hun ontwikkeling niet stoppen, maar de muggen zullen wegblijven als de ruimte goed is afgesloten.

## Taxonomie
De familie is onderverdeeld in 6 onderfamilies die wereldwijd 2850 soorten in 115 genera bevatten. (Peildatum 1 november 2016.) De Nederlandse lijst bevat 1 soort uit de onderfamilie Trichomyiinae, 1 niet tot op de soort gedetermineerde waarneming van een van de Sycoracinae, terwijl de overige 55 soorten behoren tot de onderfamilie Psychodinae. De taxonomie binnen de familie is nog lang niet uitgekristalliseerd, onderstaande onderverdeling is er een met minder genera dan het hierboven genoemde aantal van 115.
- Onderfamilie Horaiellinae
  - Genus Horaiella Tonnoir, 1933
- Onderfamilie Bruchomyiinae
  - Genus Nemapalpus Macquart , 1838
  - Genus Bruchomyia Alexander 1920 (9 soorten in Zuid-Amerika)
  - Genus Eutonnoiria Alexander (1940) (1 soort in Centraal Afrika)
- Onderfamilie Phlebotominae Rondani, 1840
  - Tribus : Hertigiini Abonnenc & Léger, 1976
    - Genus Chinius Leng, 1985 (2 soorten in China en Thailand).
    - Genus Warileya Hertig, 1948

  - Tribus : Phlebotomini Rondani, 1840
    - Genus Brumptomyia França & Parrot, 1921
    - Genus Edentomyia Galati, Andrade-Filho, da Silva & Falcão, 2003
    - Genus Lutzomyia França, 1924 (Amerika)
    - Genus Phlebotomus Rondani & Berté, 1840
    - Genus Sergentomyia França & Parrot, 1920
- Onderfamilie Psychodinae
  - Tribus : Maruinini Enderlein, 1937
    - Genus Alloeodidicrum Duckhouse, 1990 (Australië)
    - Genus Didicrum Enderlein, 1937
    - Genus Eremolobulosa Duckhouse, 1990 (Australië)
    - Genus Maruina Müller, 1895 (Nieuwe wereld)
    - Genus Paratelmatoscopus Satchell, 1953 (Australië)
    - Genus Rotundopteryx Duckhouse, 1990 (Australië)

  - Tribus Setomimini Vaillant, 1982
    - Genus Arisemus Satchell, 1955
    - Genus Australopericoma Vaillant, 1975
    - Genus Balbagathis Quate, 1996
    - Genus Lobulosa Szabo, 1960
    - Genus Neoarisemus Botosaneanu & Vaillant, 1970
    - Genus Parasetomima Duckhouse, 1968
    - Genus Setomima Enderlein, 1937
    - Genus Tonnoiriella Vaillant, 1982

  - Tribus : Mormiini Enderlein, 1937
    - Genus Atrichbrunettia Satchell, 1953
    - Genus Brunettia Annandale, 1910
    - Genus Gerobrunettia Quate & Quate, 1967
    - Genus Mormia Enderlein, 1935

  - Tribus : Paramormiini Enderlein, 1937
    - Genus Clogmia Enderlein, 1937
    - Genus Eurygarka Quate, 1959
    - Genus Feuerborniella Vaillant, 1974
    - Genus Jungiella Vaillant, 1972
    - Genus Lepiseodina Enderlein, 1937
    - Genus Panimerus Eaton, 1913
    - Genus Paramormia Enderlein, 1935
    - Genus Peripsychoda Enderlein, 1935
    - Genus Philosepedon Eaton, 1904
    - Genus Telmatoscopus Eaton, 1904
    - Genus Threticus Eaton, 1904
    - Genus Trichopsychoda Tonnoir, 1922
    - Genus Vaillantodes Wagner, 2002 ( = Vaillantia Wagner, 1988, PREOCCUPIED)

  - Tribus : Pericomaini (Enderlein, 1935)[3]
    - Genus Bazarella Vaillant, 1961
    - Genus Berdeniella Vaillant, 1976
    - Genus Boreoclytocerus Duckhouse, 1978
    - Genus Breviscapus Quate, 1955
    - Genus Clytocerus Haliday in Walker, 1856
    - Genus Lepidiella Enderlein, 1937
    - Genus Notiocharis Eaton, 1913 (Australië)
    - Genus Pericoma Haliday, in Walker, 1856
    - Genus Pneumia Enderlein, 1935 (= Satchelliella Vaillant, 1979)
    - Genus Saraiella Vaillant, 1981
    - Genus Stupkaiella Vaillant, 1973
    - Genus Szaboiella Vaillant, 1979
    - Genus Thornburghiella Vaillant, 1982
    - Genus Ulomyia Haliday, in Curtis, 1839

  - Tribus : Psychodini Quate, 1959
    - Genus Epacretron Quate, 1965
    - Genus Psychoda Latreille, 1796, waarin als subgenus opgenomen Tinearia Schellenberg, 1803
- Onderfamilie Sycoracinae Jung, 1954
  - Genus Sycorax Haliday, in Curtis, 1839
- Onderfamilie Trichomyiinae Tonnoir, 1922
  - Genus Trichomyia Haliday, in Curtis, 1839

## In Nederland waargenomen soorten
- Genus: Bazarella
  - Bazarella subneglecta
- Genus: Clogmia
  - Clogmia albipunctata – wc-motmug
- Genus: Clytocerus
  - Clytocerus dalii
  - Clytocerus ocellaris
  - Clytocerus splendidus
- Genus: Jungiella
  - Jungiella consors
  - Jungiella longicornis
  - Jungiella soleata
- Genus Lepiseodina
  - Lepiseodina latipennis
  - Lepiseodina rothschildii
- Genus: Mormia
  - Mormia acuminata
  - Mormia albicornis
  - Mormia caliginosa
- Genus: Panimerus
  - Panimerus albifacies
  - Panimerus albomaculatus
  - Panimerus goetghebueri
  - Panimerus notabilis
- Genus: Paramormia
  - Paramormia fratercula
  - Paramormia ustulata
- Genus: Pericoma
  - Pericoma diversa
  - Pericoma exquisita
  - Pericoma fallax
  - Pericoma trifasciata
- Genus: Peripsychoda
  - Peripsychoda auriculata
  - Peripsychoda fusca
- Genus: Philosepedon
  - Philosepedon humeralis
  - Philosepedon perdecorum
- Genus: Pneumia
  - Pneumia canescens
  - Pneumia compta
  - Pneumia extricata
  - Pneumia mutua
  - Pneumia nubila
  - Pneumia palustris
  - Pneumia trivialis
- Genus: Psychoda
  - Psychoda albipennis
  - Psychoda alternata
  - Psychoda brevicornis
  - Psychoda cinerea
  - Psychoda crassipenis
  - Psychoda erminea
  - Psychoda gemina
  - Psychoda grisescens
  - Psychoda lativentris
  - Psychoda minuta
  - Psychoda phalaenoides
  - Psychoda pusilla
  - Psychoda satchelli
  - Psychoda setigera
  - Psychoda sigma
  - Psychoda trinodulosa
  - Psychoda zetterstedti
- Genus: Seoda
  - Seoda ambigua
  - Seoda morula
  - Seoda schlitzensis
  - Seoda similis
- Genus: Tinearia zie onder Psychoda
- Genus: Tonnoiriella
  - Tonnoiriella pulchra
- Genus: Trichomyia
  - Trichomyia urbica
- Genus: Trichopsychoda
  - Trichopsychoda hirtella
- Genus: Ulomyia
  - Ulomyia annulata
  - Ulomyia fuliginosa